# Politisk teologi
Politisk teologi är ett gränsland av politisk filosofi och teologi som undersöker religionens inverkan i politik, samhället, ekonomi och kultur. Termen används särskilt i kristendom. Politisering av islam kallas för islamism och idén om en judisk stat, som framförallt framhålls av vissa judiska och kristna grupper, för sionism. Carl Schmitt skapade termen på 1920-talet.

## Olika begrepp
- Kristen anarkism
- Kristen kommunism
- Kristdemokrati
- Kristen vänster
- Kristen höger
- Kristen socialism
- Befrielseteologi
- Social gospel(en)
- Pacifism
- Teokrati
- Statskyrka